# Nick Fenton (Musiker)
Nicholas „Nick“ Fenton (* ca. 1918; † unbekannt) war ein US-amerikanischer Jazz-Bassist, der in der beginnenden Bebopszene New Yorks aktiv war.

## Leben und Wirken
Fenton war das Kind karibischer Einwanderer und wuchs in Manhattan in der Gegend der Manhattan Avenue und 119th Street auf. Er gehörte Anfang der 1940er-Jahre mit Kenny Clarke, Joe Guy und Thelonious Monk zur Hausband im  New Yorker Jazzclub Minton’s Playhouse, die Jamsessions mit Musikern wie Charlie Christian, Dizzy Gillespie und Hot Lips Page spielten. 1940 spielte er bei Coleman Hawkins; erste Aufnahmen entstanden 1940 mit Slim Gaillard (Put Your Arms Around Me, Baby/Hey! Chief) für OKeh Records. 1941 spielte er bei Lester Young (Tickle Toe) und Una Mae Carlisle (Blitzkrieg Baby [You Can’t Bomb Me]), 1942 bei Lucky Millinder und noch 1945 bei Dud Bascomb. Im Bereich des Jazz war er zwischen 1940 und 1945 an 20 Aufnahmesessions beteiligt.